# スルホアセトアルデヒドデヒドロゲナーゼ
スルホアセトアルデヒドデヒドロゲナーゼ（sulfoacetaldehyde dehydrogenase, SafD）は、タウリンおよびヒポタウリン代謝酵素の一つで、次の化学反応を触媒する酸化還元酵素である。
2-スルホアセトアルデヒド + H2O + NAD+ {\displaystyle \rightleftharpoons } スルホ酢酸 + NADH + 2H+
反応式の通り、この酵素の基質は2-スルホアセトアルデヒドと水とNAD+、生成物はスルホ酢酸とNADHとH+である。
組織名は2-sulfoacetaldehyde:NAD+ oxidoreductaseである。